# 保罗·兰多夫斯基花园博物馆
保罗·兰多夫斯基花园博物馆（musée-jardin Paul-Landowski）位于法国上塞纳省的布洛涅-比扬古。雕塑家保罗·兰多夫斯基的工作室一直设于此处。

## 历史
1906年，保罗·兰多夫斯基搬到塞纳河畔的布洛涅，在那里生活和工作，直到1961年去世。他的继承人实现了他向公众开放工作室的愿望。虽然他的房子已毁，但他的家人建造了一个博物馆，里面有两个房间和一个花园，里面陈列着雕塑、绘画和模型。博物馆成立于1963年，最初由保罗·兰多夫斯基之友协会管理，1982年，雕塑家继承人将其捐赠，成为布洛涅-比扬古的市立博物馆。
自2017年以来，藏品转移到三十年代博物馆。